# Серье
Серье́ (фр. и окс. Sériers) — коммуна во Франции, находится в регионе Овернь. Департамент — Канталь. Входит в состав кантона Сен-Флур-Сюд. Округ коммуны — Сен-Флур.
Код INSEE коммуны — 15227.
Коммуна расположена приблизительно в 440 км к югу от Парижа, в 90 км южнее Клермон-Феррана, в 50 км к востоку от Орийака.

## Население
Население коммуны на 2008 год составляло 133 человека.
| 1962 | 1968 | 1975 | 1982 | 1990 | 1999 | 2008 |
| ---- | ---- | ---- | ---- | ---- | ---- | ---- |
| 182  | 193  | 186  | 165  | 172  | 148  | 133  |

## Экономика

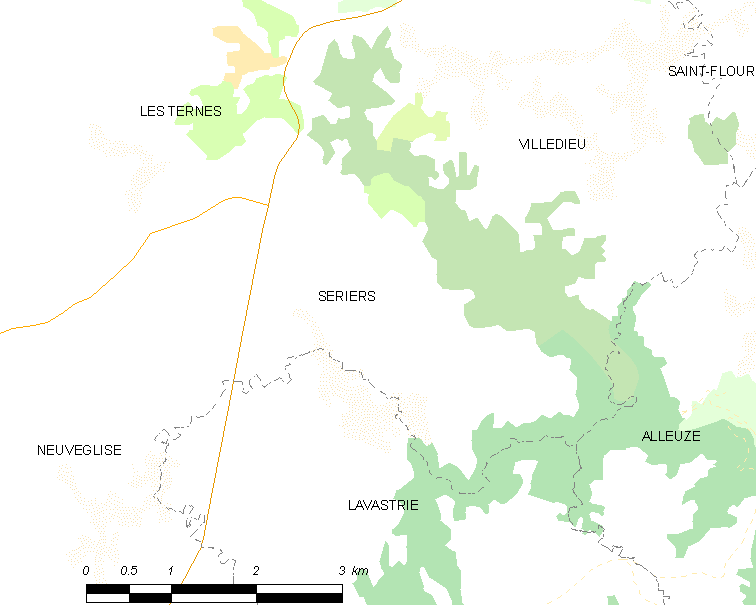
Карта коммуны

В 2007 году среди 76 человек в трудоспособном возрасте (15—64 лет) 58 были экономически активными, 18 — неактивными (показатель активности — 76,3 %, в 1999 году было 66,3 %). Из 58 активных работали 58 человек (33 мужчины и 25 женщин), безработных не было. Среди 18 неактивных 7 человек были учениками или студентами, 10 — пенсионерами, 1 был неактивным по другим причинам.

## Достопримечательности
- Менгир Баргейрак, или менгир Пьера Плантада. Памятник истории с 1911 года[3]
- Христианский менгир Ла-Круа-Грос. Памятник истории с 1911 года[4]
- Большой дольмен Ла-Табль. Памятник истории с 1911 года[5]